# 齐宋交兵
齐宋交兵，是春秋时期宋国与齐国的一系列戰爭。
齐国、宋国是周朝的最重要的两个中原异姓诸侯国，分别为西周开国功臣太公望和殷商贵族微子启兄弟的后代。进入春秋时期后，郑庄公图霸时，与宋国冲突，齐国与郑国结盟，参与战斗。齐桓公称霸时，平定宋国内乱，宋国开始服从齐国的霸权。齐桓公死后，宋襄公干涉齐国的内乱，拥立齐孝公即位。前632年，晋文公与楚成王争霸的城濮之战后，齐国、宋国参加践土之盟，承认晋国的霸主地位。但是在晋国霸权衰落时，齐国想要挑战晋国，这期间，齐宋两国的军事冲突，或是宋国内乱，齐国诸侯一起参与平乱，或是齐国挑战晋国，宋国作为晋国组织的诸侯联军攻打齐国。至战国时期，随着田氏代齐，齐国成为战国七雄，而宋国依然是中小型国家，前286年，宋国最终被田齐所灭。

## 过程

### 齐助郑伐宋
前714年秋，郑庄公用天子的名义向鲁国表示要进攻宋国。冬，鲁隐公和齐僖公在防地会面，策划进攻宋国。因为北戎侵郑，没有出兵。前713年五月，鲁国羽父事先会合齐僖公、郑庄公，进攻宋国。八月初九日，郑、齐、鲁三国在戴之战，击败宋国、卫国、蔡国三国军队。

### 齐桓公攻宋
前682年，宋国的南宫长万杀死了宋闵公。前681年春，为平定宋国的动乱，齐桓公和宋桓公、鲁庄公、陈宣公、蔡哀侯、邾安公在北杏会见。冬，宋桓公和齐桓公在柯地结盟，宋国和齐国讲和。宋国违背了北杏的盟约。前680年春，齐国、陈国、曹国联军进攻宋国。夏，单伯带兵同诸侯相会。同宋国讲和后回国。冬，宋国顺服，单伯和齐桓公、宋桓公、卫惠公、郑厉公在鄄地会见。前679年春，齐桓公、宋桓公、陈宣公、卫惠公、郑厉公再次在鄄地会见，齐国开始称霸。

### 宋襄公图霸
前643年，齐桓公去世，诸子争位混战。前642年春，宋襄公率领曹共公等攻打齐国。三月，齐人杀公子无亏。齐人准备立公子昭为国君，公子潘、公子商人、公子元、公子雍四公子反对，公子昭逃亡到宋国，四公子及其部下就和宋军作战。五月，宋国在甗地打败了齐国，立公子昭为齐孝公，然后回军。八月，安葬齐桓公。前641年冬，齐孝公与鲁僖公、蔡莊侯、楚成王、郑文公在齐国举行盟会，以纪念齐桓公，宋襄公没有应邀赴会。齐孝公因此不满宋襄公。在前638年宋军在泓水之战败于楚国之后，前637年春，齐孝公率军围攻宋国缗邑。五月，因为在泓水之战受伤，宋襄公去世。

### 鱼石之乱
前573年，宋国大夫鱼石等在楚国和郑国的支援下反对宋平公，爆发彭城之戰，十二月，鲁国孟献子、齐国崔杼和晋悼公、宋平公、卫献公、邾宣公在虚朾会见，策划救援宋国。次年，齐国没有出兵，晋国于是攻打齐国来惩戒。

### 宋助晋伐齐
晋悼公去世后的三年，齐国五次攻打鲁国。前555年，晋国执政中行偃纠合下，晋平公、宋平公、鲁襄公、卫殇公、郑简公、曹成公、莒犁比公、邾悼公、滕成公、薛献公、杞孝公、小邾穆公十二国联军在平阴之战大胜齐国，包围临淄。

### 华氏之乱
前521年，宋国华氏之乱，齐国帮助宋元公对抗华氏。十月，华登率领吴军救援华氏，齐国的乌枝鸣在宋国戍守。十月十七日，齐军、宋军在鸿口击败吴国军队，俘虏了他们两个将领公子苦雂、偃州员。华登率领余部击败宋军。宋元公想要逃亡，齐国的乌枝鸣用剑和敌军作战，华氏败走，宋军、齐军又追上去击败华登。十一月初四，公子城带着晋军来到，曹国翰胡会合晋国荀吴、齐国苑何忌、卫国公子朝救援宋国，宋军、齐军击败华氏。

### 田齐灭宋
宋王偃时号称“五千乘之劲宋”，东伐齐，取五城。前286年，齐灭宋之战，齐湣王联魏国、楚国攻宋国，宋王偃战败，死于温，宋国灭亡。